# Himeji
Himeji (姫路市?, Himeji-shi, "Città di Himeji") è una città giapponese della prefettura di Hyōgo. Con una popolazione superiore ai 500 000 abitanti, è il principale centro della parte orientale della prefettura di Hyogo, a metà strada fra Kōbe e Okayama.

## Storia
Himeji è stata al centro della provincia di Harima sin dal periodo Nara. Dopo la battaglia di Sekigahara, Ikeda Terumasa ricevette un terreno nella provincia di Harima e vi stabilì il suo dominio, realizzando il castello di Himeji. A partire dal 1871, Himeji fu il capoluogo dell'omonima prefettura (in seguito chiamata Shikama), ma nel 1876 questa venne fusa con la prefettura di Hyogo. La città venne municipalizzata il 1º aprile 1889, e dopo il grande terremoto di Tokyo vi furono anche proposte di portare qui la capitale del Giappone.
Nel marzo 2006 le cittadine di Yasutomi del distretto di Shisō, Kōdera, dal distretto di Kanzaki e le cittadine di Ieshima e Yumesaki, del distretto di Shikama vennero inglobate all'interno di Himeji.

## Monumenti e luoghi d'interesse

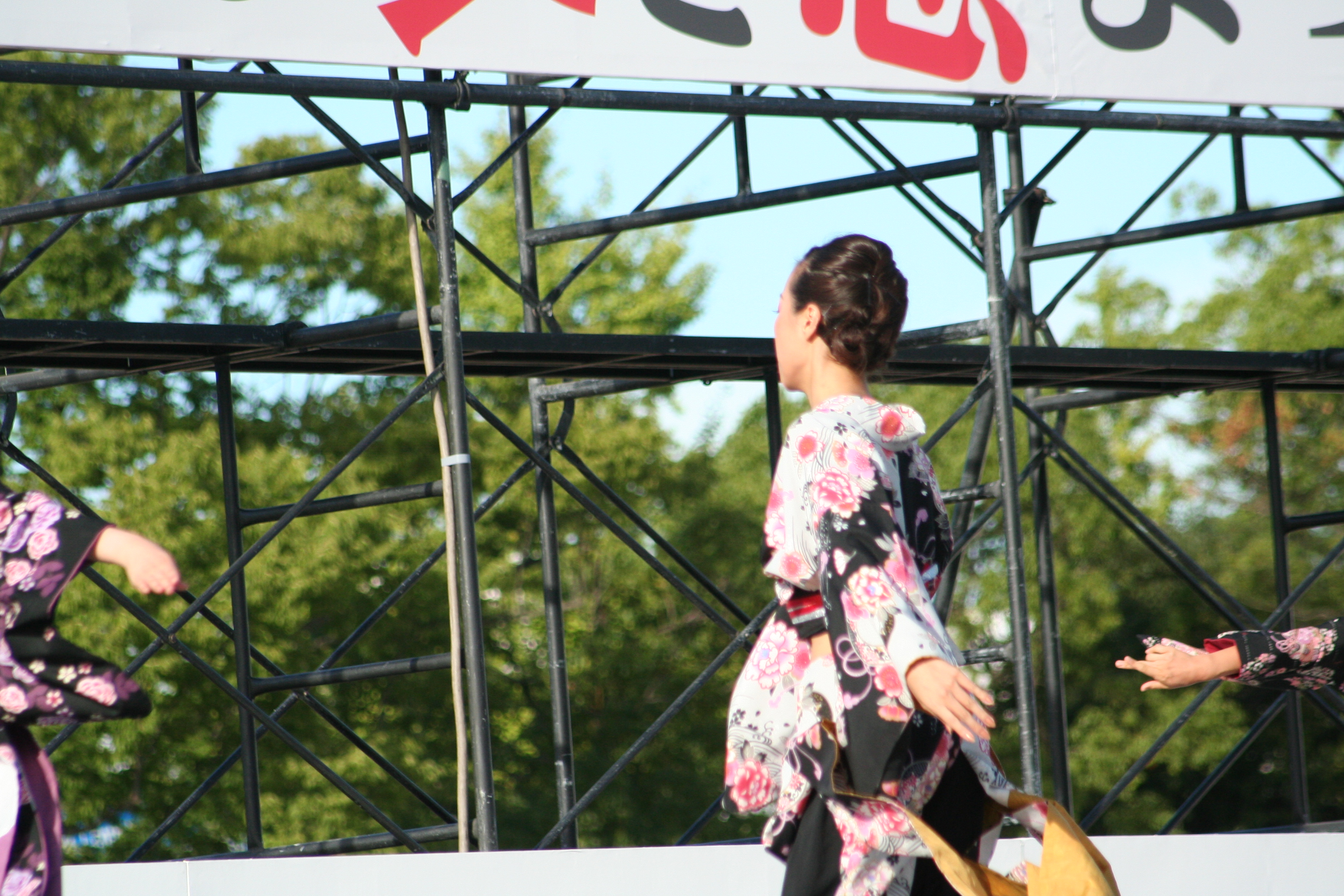
8 agosto 2010. Festival del Castello. Yosakoi danza.

Himeji è nota per la presenza del grande castello di Himeji, uno dei patrimoni dell'umanità in Giappone. La città era infatti in origine una città fortificata e, nonostante gli eventi naturali, come il Grande terremoto di Kobe e diversi tifoni, e i bombardamenti della seconda guerra mondiale, il castello è rimasto in piedi oltre 400 anni.
Fra le altre attrazioni si possono citare il tempio Engyō-ji, il monte Seppiko, lo Himeji Central Park (un parco safari), il Giardino botanico di Himeji Tegarayama ed i giardini Koko-en.

## Cultura

### Istruzione

#### Università
A Himeji hanno sede i campus di diverse università.
Università Pubbliche
Università prefetturiale di Hyōgo
Università private
Università di Himeji Dokkyō
Università breve di Himeji Hinomaru
Università Kindai Himeji

## Infrastrutture e trasporti
Situata lungo la strada del Sanyō, Himeji è al centro di un'importante arteria per il Giappone occidentale.

### Strade
Himeji si trova lungo l'autostrada del Sanyō e la strada statale 2.
Oltre che via treno, è possibile spostarsi in città e fuori città anche grazie a una rete di bus urbani ed extraurbani.

### Ferrovie
Presso Himeji ha termine la linea JR Kōbe, parte della linea principale Sanyō che congiunge Osaka e Kōbe con Okayama, Hiroshima e Fukuoka, passando per Himeji, nonché il Sanyō Shinkansen, linea ad alta velocità. La principale stazione è la stazione di Himeji, che dista circa 40 minuti da Kobe e 70 da Osaka (rispettivamente 24 minuti e 40 minuti sfruttando il treno ad alta velocità Shinkansen).
- JR West
  - Linea principale Sanyō (linea JR Kōbe)
  - Linea Bantan
  - Linea Kishin
  - Sanyō Shinkansen
- Ferrovie Elettriche Sanyō
  - Linea Sanyō principale
  - Linea Sanyō Aboshi

## Amministrazione

### Gemellaggi
Himeji ha sei città gemellate all'estero, e due all'interno del Giappone, nonché con un castello francese.
- Matsumoto
- Tottori
- Charleroi
- Phoenix
- Adelaide
- Curitiba
- Taiyuan
- Changwon
- Castello di Chantilly